# Temporada 1987-88 de l'NBA
La temporada 1987-88 de l'NBA fou la 42a en la història de l'NBA. Los Angeles Lakers fou el campió després de guanyar els Detroit Pistons per 4-3.

## Classificacions

### Conferència Est
| Equip              | V  | D  | %V   | P  |
| ------------------ | -- | -- | ---- | -- |
| Boston Celtics     | 57 | 25 | ,695 | -  |
| New York Knicks    | 38 | 44 | ,463 | 19 |
| Washington Bullets | 38 | 44 | ,463 | 19 |
| Philadelphia 76ers | 36 | 46 | ,439 | 21 |
| New Jersey Nets    | 19 | 63 | ,232 | 38 |

| Equip               | V  | D  | %V   | P  |
| ------------------- | -- | -- | ---- | -- |
| Detroit Pistons     | 54 | 28 | ,659 | -  |
| Atlanta Hawks       | 50 | 32 | ,610 | 4  |
| Chicago Bulls       | 50 | 32 | ,610 | 4  |
| Cleveland Cavaliers | 42 | 40 | ,512 | 12 |
| Milwaukee Bucks     | 42 | 40 | ,512 | 12 |
| Indiana Pacers      | 38 | 44 | ,463 | 16 |

### Conferència Oest
| Equip             | V  | D  | %V   | P  |
| ----------------- | -- | -- | ---- | -- |
| Denver Nuggets    | 54 | 28 | ,659 | -  |
| Dallas Mavericks  | 53 | 29 | ,646 | 1  |
| Utah Jazz         | 47 | 35 | ,573 | 7  |
| Houston Rockets   | 46 | 36 | ,561 | 8  |
| San Antonio Spurs | 31 | 51 | ,378 | 23 |
| Sacramento Kings  | 24 | 58 | ,293 | 30 |

| Equip                  | V  | D  | %V   | P  |
| ---------------------- | -- | -- | ---- | -- |
| Los Angeles Lakers C   | 62 | 20 | ,756 | -  |
| Portland Trail Blazers | 53 | 29 | ,646 | 9  |
| Seattle SuperSonics    | 44 | 38 | ,537 | 18 |
| Phoenix Suns           | 28 | 54 | ,341 | 34 |
| Golden State Warriors  | 20 | 62 | ,244 | 42 |
| Los Angeles Clippers   | 17 | 65 | ,207 | 45 |

* V: Victòries
* D: Derrotes
* %V: Percentatge de victòries
* P: Diferència de partits respecte al primer lloc
* C: Campió

## Estadístiques
| Categoria                   | Jugador        | Equip                | Mitjana/% |
| --------------------------- | -------------- | -------------------- | --------- |
| Punts per partit            | Michael Jordan | Chicago Bulls        | 35,0      |
| Rebots per partit           | Michael Cage   | Los Angeles Clippers | 13,03     |
| Assistències per partit     | John Stockton  | Utah Jazz            | 13,8      |
| Robatoris per partit        | Michael Jordan | Chicago Bulls        | 3,2       |
| Taps per partit             | Mark Eaton     | Utah Jazz            | 3,8       |
| Percentatge de tirs de camp | Kevin McHale   | Boston Celtics       | 60,4      |
| Percentatge de tirs lliures | Jack Sikma     | Milwaukee Bucks      | 92,2      |
| Percentatge de triples      | Craig Hodges   | Milwaukee Bucks      | 49,2      |

## Premis
- MVP de la temporada
  -  Michael Jordan (Chicago Bulls)

- Rookie de l'any
  -  Mark Jackson (New York Knicks)

- Millor defensor
  -  Michael Jordan (Chicago Bulls)

- Millor sisè home
  -  Roy Tarpley (Dallas Mavericks)

- Jugador amb millor progressió
  -  Kevin Duckworth (Portland Trail Blazers)

- Entrenador de l'any
  -  Doug Moe (Denver Nuggets)

- Primer quintet de la temporada
  - A - Larry Bird, Boston Celtics
  - A - Charles Barkley, Philadelphia 76ers
  - P - Hakeem Olajuwon, Houston Rockets
  - B - Michael Jordan, Chicago Bulls
  - B - Magic Johnson, Los Angeles Lakers

- Segon quintet de la temporada
  - Karl Malone, Utah Jazz
  - Dominique Wilkins, Atlanta Hawks
  - Patrick Ewing, New York Knicks
  - Clyde Drexler, Portland Trail Blazers
  - John Stockton, Utah Jazz

- Millor quintet de rookies
  - Derrick McKey, Seattle SuperSonics
  - Cadillac Anderson, San Antonio Spurs
  - Mark Jackson, New York Knicks
  - Kenny Smith, Sacramento Kings
  - Armen Gilliam, Phoenix Suns

- Primer quintet defensiu
  - Kevin McHale, Boston Celtics
  - Michael Cooper, Los Angeles Lakers
  - Hakeem Olajuwon, Houston Rockets
  - Rodney McCray, Houston Rockets
  - Michael Jordan, Chicago Bulls

- Segon quintet defensiu
  - Buck Williams, New Jersey Nets
  - Karl Malone, Utah Jazz
  - Mark Eaton, Utah Jazz (empat)
  - Patrick Ewing, New York Knicks (empat)
  - Alvin Robertson, San Antonio Spurs
  - Lafayette Lever, Denver Nuggets